# Schnellmannskreuth
Schnellmannskreuth ist ein Pfarrdorf im nördlichen Landkreis Aichach-Friedberg in Bayern. Der Ort liegt in ländlich geprägter Umgebung nördlich des Brandbühlbachs etwa zwölf Kilometer nördlich der Kreisstadt Aichach und ist Ortsteil des Marktes Pöttmes.

## Geschichte
Der Name auf -kreuth weist auf eine Rodung hin. Im 13. Jahrhundert taucht in den Dokumenten ein Geschlecht Schnellmann auf, auf das höchstwahrscheinlich der heutige Ortsname zurückgeht. Das Dorf war Sitz einer Hofmark.
1954 wurde die Schreibweise des Ortsnamens amtlich von Schnellmannskreit auf Schnellmannskreuth geändert.
Im Zuge der kommunalen Neuordnung Bayerns verlor Schnellmannskreuth am 1. Januar 1972 den Status einer eigenständigen Gemeinde und wurde in den Markt Pöttmes eingegliedert.

## Sehenswürdigkeiten
Das Ortsbild wird geprägt von der katholischen Pfarrkirche St. Mariä Himmelfahrt. Der Chor und Turm der Kirche stammen aus dem 15. Jahrhundert, das Langhaus aus dem 18. Jahrhundert.

## Persönlichkeiten
- Horst Gall (* 1938 in Schnellmannskreuth; † 1980), Paläontologe und Konservator an der Bayerischen Staatssammlung in München